# میرآباد (میناب)
میرآباد (میناب)، روستایی از توابع بخش مرکزی شهرستان میناب در استان هرمزگان ایران است.

## جمعیت
این روستا در دهستان حومه قرار دارد و براساس سرشماری مرکز آمار ایران در سال ۱۳۸۵، جمعیت آن ۲۵۱ نفر (۴۳خانوار) بوده‌است.